# Голгонуза

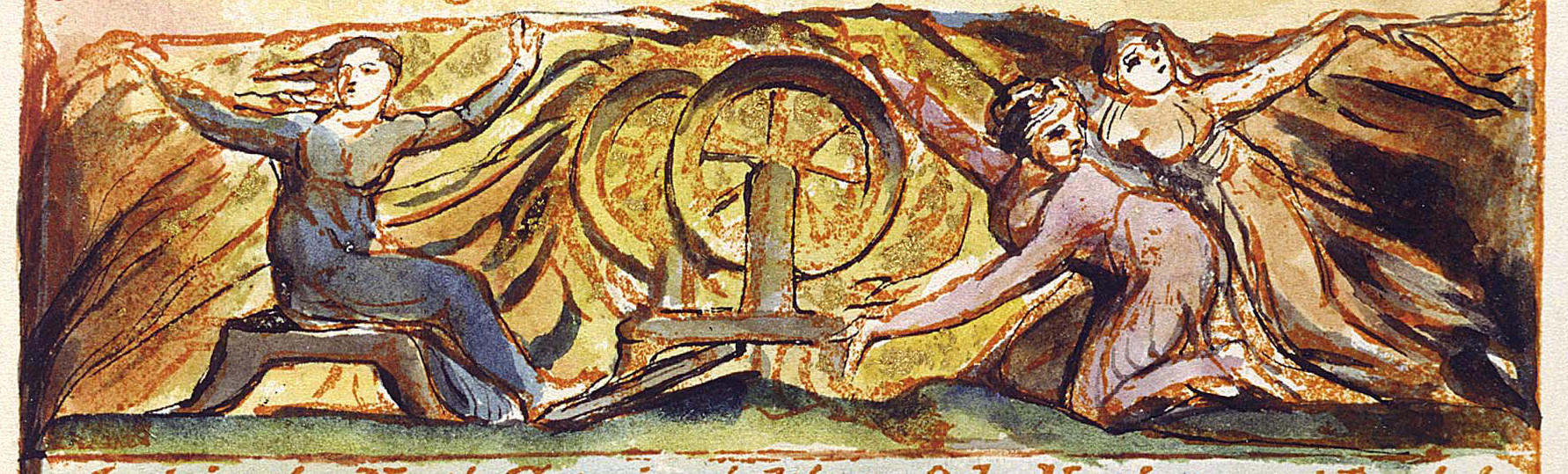
Уильям Блейк. Дщери Лоса и Энитармон на ткальнях Голгонузы. Илл. к поэме «Иерусалим». Копия E, лист 59 (деталь)

Голгону́за (Golgonooza) — в мифологии Уильяма Блейка «город искусства и ремёсел» Лоса, блейковского мифологического персонажа, представляющего человеческий инстинкт, интуицию и воображение. Голгонуза это город воображения, «духовный четырёхмерный вечный Лондон», тесно связанный с Иерусалимом. Лос строит Голгонузу для того, чтобы через него войти в райскую вечность.
Город состоит из физических тел мужчины и женщины. На южной стороне города расположен дворец Лоса — это человеческий интеллект, а ближе к центру  так называемая Боулахула (Bowlahoola), мастерская Лоса, его кузница и печи — это внутренние органы человека, включая желудок, кишки, сердце и лёгкие.  На северной стороне имеется золотой зал Кафедрон (Cathedron) в котором находятся ткальни, где Энитармон (Enitharmon) со своими дочерьми ткёт материальные формы людей. Ткальня у Блейка — символ материнства.
В центре города находится Лубан (Gate of Luban), врата  Голгонузы, повёрнутые к этому миру, средоточие или вагина (влагалище) этого мира. Лубан, Кафедрон с ткальнями, дворец и кузница Лоса окружены огненным рвом. По краям находятся ворота во все четыре стороны света, ведущие в Эдем, Порождение, Беулу и Ульро. Ворота в Эдем, однако, «замурованы до времени обновления».  Голгонуза ограждена стеной от войн Сатаны  За пределами города простирается земля, называемая Алламанда (Allamanda) — нервная система человека. Алламанда, тесно связанная с Боулахулой, покрыта лесом Энтатон-Бенитон (Entuthon Benython) — плоть и кости человека. В этом лесу на востоке находится Удан-Адан (Udan Adan) — озеро скорби, состоящее не из воды, но из «беспокойных, чёрных и смертельных пространств» — из слёз, вздохов и смертного пота жертв законов Уризена — блейковский символ иллюзии материального, отражённого на поверхности этой жидкой субстанции.
Четырёхмерная (или «четырёхкратная» — fourfold) структура города отражает четырёхмерную структуру сыновей Лоса. Блейк объясняет это так:
| Fourfold the Sons of Los in their divisions: and fourfold, The great City of Golgonooza: fourfold toward the north And toward the south fourfold, & fourfold toward the east & west Each within other toward the four points: that toward Eden, and that toward the World of Generation, And that toward Beulah, and that toward Ulro: Ulro is the space of the terrible starry wheels of Albions sons: But that toward Eden is walled up, till time of renovation: Yet it is perfect in its building, ornaments & perfection. (Jerusalem 12:45-53) |  | Четырёхмерны сыновья Лоса по своему строению, и четырёхмерен Великий город Голгонуза: четырёхмерен по направлению к северу, И по направлению к югу четырёхмерен, и четырёхмерен к востоку и западу, Каждая часть ведёт внутрь другой в четырёх направлениях: в направлении Эдема, и в направлении мира Порождения, И в направление Беулы, и в направлении Ульро, Ульро — это пространство ужасных звёздных колёс сыновей Альбиона, Но врата в Эдем замурованы до времени обновления: И тем не менее они совершенны по своей конструкции, украшениям и завершённости. (Иерусалим 12:45-53) |  |

Строя Голгонузу, Лос стоит в Лондоне на берегу Темзы, но город занимает площадь всего острова Британия.
| From Golgonooza the spiritual Four-fold London eternal In immense labours & sorrows, ever building, ever falling, Thro Albions four Forests which overspread all the Earth, From London Stone to Blackheath east: to Hounslow west: To Finchley north: to Norwood south: and the weights Of Enitharmons Loom play lulling cadences on the winds of Albion From Caithness in the north, to Lizard-point & Dover in the south (Milton 6:1-7) |  | От Голгонузы — духовного четырёхкратного Лондона вечного, В невероятных трудах и скорби постоянно созидаемого, в постоянно гибнущего, Через четыре леса Альбиона, простираемые по всей земле От Лондонского камня до Блэкхита на востоке, до Хаунслоу на западе До Финчлей на севере, до Норвуда на юге, и гири Энитармоновых ткален играют убаюкивающие каденции на ветрах Альбиона От Кейтнесса на севере до Лизарда и Дувра на юге... (Мильтон 6:1-7) |  |